# Ванильное небо
«Ванильное небо» (англ. Vanilla Sky) — американский фильм 2001 года режиссёра Кэмерона Кроу. Мелодрама, ремейк фильма Алехандро Аменабара «Открой глаза» (1997).
Название отсылает к одноимённому пейзажу кисти Клода Моне, который по сценарию находится в коллекции картин главного героя фильма.
Номинация на «Оскар» и «Золотой глобус» за лучшую песню Vanilla Sky (Пол Маккартни).
Теглайн:
- What is happiness to you? (Что для тебя счастье?)
- Forget everything you know, and open your eyes. (Забудь обо всём, что ты знаешь, и открой глаза…)

## Сюжет
Жизнь богатого плейбоя Дэвида Эймса удалась по всем статьям: у него были деньги, собственный издательский дом, дорогая машина и квартира в респектабельном районе Нью-Йорка, друг-писатель Брайан и подружка Джули Джианни, даже враги, в лице семи управляющих его компанией, тоже были. Единственное, что отравляло его существование — это боязнь высоты.
Так он и жил, пока в один прекрасный момент не встретил на одной вечеринке очаровательную Софию. Его, теперь уже бывшая, подруга Джули устраивает сцену ревности. Дэвид неосторожно садится в её машину и попадает в автокатастрофу, так как Джули решила покончить жизнь самоубийством, и ей это удалось.
Дэвид выжил и очнулся после комы инвалидом с изуродованным лицом, которое приходится прикрывать «эстетическим протезом», а по сути — простой маской. Уродство и боль после травмы не дают Дэвиду жить нормальной жизнью. Попытка сблизиться с бывшими друзьями и Софией потерпела неудачу. Однажды на вечеринке в ночном клубе Дэвид, встретившись там с Софией и Брайаном, напивается и ссорится с друзьями. На улице он падает и засыпает.
После этого жизнь Дэвида резко меняется. Его будит София, признающаяся Дэвиду в любви. Вдохновлённый любимой, Дэвид решается на крайне рискованную операцию, и она удаётся. Он приходит в себя с нормальным и красивым лицом. София рядом с ним, и всё кажется безмятежно счастливым, как вдруг жизнь Дэвида превращается в кошмар: реальность и видения начинают смешиваться.
Так, однажды Дэвид лёг в постель с Софией, увидел сновидение, как снова стал уродом, а позже проснулся среди ночи с ожившей Джули. Та пытается убедить Дэвида, что она и есть София, но безуспешно. Далее он вызывает полицию, и Дэвида задерживают по подозрению в убийстве Софии. В участке Дэвида начинает допрашивать психолог Кертис Маккейб, который пытается понять: что в воспоминаниях подозреваемого реальность, а что бред. Расследование постепенно возвращает память, и Дэвид вспоминает, что обращался за помощью в корпорацию «Life Extension» («Продление жизни»). Их бизнес — это крионика, сохранение жизни безнадёжным пациентам замораживанием. В офисе фирмы всё, наконец, встаёт на свои места.
Дэвид Эймс обратился в «Life Extension» около 150 лет назад, спустя чуть больше года после того, как выяснилось, что он безнадёжно пострадал после аварии. Возможности технологий корпорации позволяют не просто заморозить клиента, но и внушить ему осознанные сновидения по его выбору. Сновидение, выбранное Дэвидом, по неизвестной причине исказилось, однако на этот случай клиент компании может вызвать техподдержку. Специалист поддержки сообщает Дэвиду, что всё, что происходило с ним после пробуждения на улице с похмелья после вечеринки, всего лишь сон, а последующие события из его реальной жизни — в том числе и собственная смерть — были стёрты из памяти Дэвида. Он отныне имеет право выбора: вернуться назад в свой исправленный сон или же проснуться. Проснуться здоровым, но практически без денег, которые все ушли на его лечение. Для этого он должен преодолеть боязнь высоты и прыгнуть с вершины небоскрёба. 
Дэвид выбирает реальный мир, совершает безумный прыжок и просыпается.

## В ролях
| Актёр              | Роль                                          |
| ------------------ | --------------------------------------------- |
| Том Круз           | Дэвид Эймс                                    |
| Пенелопа Крус      | София Серрано                                 |
| Камерон Диас       | Джули Джианни                                 |
| Курт Расселл       | доктор Кертис Маккейб                         |
| Джейсон Ли         | Брайан Шелби                                  |
| Ноа Тейлор         | техподдержка Эдвин Вентура                    |
| Тимоти Сполл       | Томас Типп                                    |
| Тильда Суинтон     | сотрудница «Продления жизни» Ребекка Диарборн |
| Майкл Шэннон       | Аарон                                         |
| Кен Люн            | художественный редактор                       |
| Шалом Харлоу       | Колин                                         |
| Ивана Миличевич    | Эмма                                          |
| Джонни Галэки      | Питер Браун                                   |
| Алисия Уитт        | Либби                                         |
| Дженнифер Аспен    | Нина                                          |
| Стивен Спилберг    | гость на вечеринке Дэвида, камео              |
| Николь Тейлор Харт | видеограф на вечеринке                        |

## Приём
На сайте Rotten Tomatoes фильм получил рейтинг одобрения 43 %, основанный на отзывах 174 критиков, и среднюю оценку 5,30/10. Консенсус сайта гласит: Амбициозное сочетание жанров, «Ванильное небо» превращается в бессвязную мешанину. Игре Круза не хватает глубины, и трудно испытывать симпатию к его нарциссическому герою. На Metacritic фильм получил оценку 45 из 100 на основе 33 отзывов, что указывает на смешанные или средние отзывы. Зрители, опрошенные CinemaMento, дали фильму оценку D по шкале от A до F.
Печатная рецензия Роджера Эберта на «Ванильное небо» присудила фильму три звезды из четырех:
«Ванильное небо» Кэмерона Кроу — это скрупулезно нравственная картина. В ней рассказывается история человека, у которого есть практически все, который думает, что может иметь все это, получает возможность иметь все, что он хочет, и теряет это, потому что... ну, может быть, потому что у него есть совесть. А может, и нет. Может быть, просто потому, что жизнь — отстой. Или, может быть, он только думает, что это так. Это тот фильм, который вы не сможете анализировать, пока не посмотрите его два раза.
Стивен Холден из The New York Times называет «Ванильное небо» очень интересным, эротическим научно-фантастическим триллером, который переносит мистера Кроу на территорию Стивена Спилберга, но затем говорит: Поскольку он оставляет позади реальный мир и начинает исследовать жизнь как сон наяву (самая популярная тема этого года в голливудских фильмах с возвышенными идеями), «Ванильное небо» ослабляет свою эмоциональную хватку и становится неорганизованной и абстрактной, но все еще интригующей медитацией на параллельные темы. Одна из них — стремление к вечной жизни и вечной молодости; другая — чувство вины и неуправляемая сила подсознания, подрывающая утопические открытия науки. Искупление Дэвида в конечном счете состоит в том, что он пришел к пониманию своей собственной смертности, но этому искуплению не хватает убедительности.
Сайт Salon.com назвал фильм агрессивно выстроенной картиной-головоломкой, которая прижимает к своей вздымающейся груди множество якобы глубоких тем, не раскрывая ни одной из них даже тонким слоем понимания. В рецензии риторически задается вопрос: Кто бы мог подумать, что у Кэмерона Кроу есть такой плохой фильм, как «Ванильное небо»? Это мучительная картина, предательство всего, что Кроу доказал, что он знает, как поступать правильно… Но обескураживающая правда заключается в том, что мы можем видеть, как Кроу делает правильные шаги, наиболее похожие на шаги Кроу, когда он устраивает спектакль, который превосходит смелость, амбиции и идиосинкразию и направляется прямо к высокомерию и претенциозности — эти последние две черты, о которых я никогда бы не подумал, что нам придется приписывать ему Кроу. Эдвард Гутманн из San Francisco Chronicle дал фильму оценку 2/4 и написал: Цель фильма — ослеплять и вдохновлять — сводится на нет потрясающим выступлением Круза в марафонском беге.
Питер Брэдшоу из The Guardian и Гарет фон Калленбах из издания Film Threat неблагоприятно сравнили «Ванильное небо» с «Открой глаза». Брэдшоу говорит, что «Открой глаза» определенно более самобытен, чем «Ванильное небо», который он описывает как необычайно нарциссический проект тщеславия с высокой концепцией для звезды-продюсера Тома Круза. Другие рецензенты экстраполируют информацию о том, что Круз купил права на экранизацию фильма «Аменабара». Рецензент Village Voice охарактеризовал «Ванильное небо» как навязчиво откровенное проявление космического нарциссизма своей звезды.
Кеннет Туран из Los Angeles Times назвал Кэмерон Диас неотразимой как воплощение безумной чувственности, а обозреватель New York Times сказал, что она показала свирепо эмоциональное представление. Эдвард Гутманн из San Francisco Chronicle аналогичным образом отзывается о фильме: Больше всего впечатляет Кэмерон Диас, чей сталкер со смертельным исходом одновременно душераздирающий и ужасающий.

## Саундтрек
Существует две версии саундтрека — официальная, которая включает в себя 17 композиций; и неофициальная — более полная, включающая 43 композиции. Ниже приведён трек-лист неофициальной версии.
1. Radiohead — Everything In Its Right Place
2. Nancy Wilson — Elevator Beat
3. Paul McCartney — Vanilla Sky
4. Red House Painters — Have You Forgotten
5. R.E.M. — All The Right Friends
6. Looper — My Robot
7. John Coltrane — My Favorite Things
8. The Impressions — Keep On Pushing
9. Looper — Mondo’77
10. Josh Rouse — Directions
11. Creeper Lagoon — Wrecking Ball
12. Peter Gabriel — Solsbury Hill
13. Juliana Gianni — I Fall Apart
14. Jeff Buckley — Last Goodbye
15. Sigur Ros — Svefn-g-Englar
16. Spacecraft — Earthtime Tapestry
17. Thievery Corporation — Indra
18. Sigur Ros — Agaetis Byrjun
19. Leftfield/Afrika Bambaataa — Africa Shox
20. The Chemical Brothers — Loops of Fury
21. Underworld — Rez
22. Two Sandwiches Short Of A Lunchbox — Too Good To Be Strange
23. R.E.M. — Sweetness Follows
24. Bob Dylan — Fourth Time Around
25. Джоан Осборн — One of Us
26. Radiohead — I Might Be Wrong
27. U2 — Wild Honey
28. Bobby Helms — Jingle Bell Rock
29. Monkees — Porpoise Song
30. It's Slinky — TV Commercial
31. The Five Americans — Western Union
32. Rolling Stones — Heaven
33. Todd Rundgren — Can We Still Be Friends
34. Beach Boys — Good Vibrations
35. Elmer Bernstein — Summer’s End (To Kill A Mockingbird)
36. Sinead O'Connor — The Healing Room
37. Sigur Ros — The Nothing Song (Njosnavelin)
38. Freur — Doot Doot
39. The Chemical Brothers — Where Do I Begin
40. Spiritualized — Ladies And Gentleman We Are Floating In Space
41. Mint Royale — From Rusholme With Love
42. Nancy Wilson — Elevator beat (ISTAR clouds mix)
43. Mew — 156

В 2002 году песня Пола МакКартни «Vanilla Sky» была номинирована на премию Оскар в номинации «Лучшая песня».

## Награды и номинации
- 2002 — номинация на премию «Оскар» за лучшую песню (Пол Маккартни, «Vanilla Sky»)
- 2002 — 2 номинации на премию «Золотой глобус»: лучшая женская роль второго плана (Камерон Диас), лучшая песня (Пол Маккартни, «Vanilla Sky»)
- 2002 — премия «Выбор критиков» за лучшую песню (Пол Маккартни, «Vanilla Sky»), а также номинация за лучшую женскую роль второго плана (Камерон Диас)
- 2002 — премия «Сатурн» за лучшую мужскую роль (Том Круз), а также 4 номинации: лучший научно-фантастический фильм, лучшая женская роль второго плана (Камерон Диас), лучшая музыка (Нэнси Уилсон), лучший грим (Мишель Бурк, Камилль Кэлвет)
- 2002 — 2 номинации на премию «Спутник» за лучшую песню (Пол Маккартни, «Vanilla Sky» и Нэнси Уилсон и Кэмерон Кроу, «I Fall Apart»)
- 2002 — номинация на премию Гильдии киноактёров США за лучшую женскую роль второго плана (Камерон Диас)